# I vulcani e la loro attività
I vulcani e la loro attività (Vulkane und irhe Tätigkeit) è un saggio del vulcanologo svizzero Alfred Rittmann, pubblicato nel 1936.
Considerato spesso il primo manuale di vulcanologia moderna, l'opera divenne un punto di riferimento sull'argomento e fu tradotta in cinque lingue.

## Contenuti
L'opera è una sintesi di tutte le conoscenze dell'epoca sul vulcanismo, in cui Rittmann espresse una chiara intersezione metodologica tra vulcanologia, tettonica e magmatologia.